# Kyriarchat
Kyriarchat ist eine Wortschöpfung, geprägt von Elisabeth Schüssler Fiorenza, um miteinander verbundene, interagierende, multiplikative Systeme von Herrschaft und Unterwerfung zu beschreiben, in denen dieselbe Person in einem Kontext unterdrückt und in einem anderen Kontext privilegiert sein kann.
Es ist eine intersektionale Festlegung des Begriffs des Patriarchats, es erweitert die Analyse der Unterdrückung jenseits geschlechtsspezifischer Diskriminierungen um die Dynamik des Rassismus, Heterosexismus, Klassismus, Ethnozentrismus, der Altersdiskriminierung und anderer Formen der internalisierten und institutionellen Diskriminierung.

## Strukturelle Positionen
Schüssler Fiorenza (2009) beschreibt voneinander abhängige „Schichten von Geschlecht, Rasse, Klasse, Religion, Heterosexualität und Alter“ als strukturelle Positionen, die bei der Geburt zugewiesen werden. Sie meint, dass Menschen mehrere Positionen innehaben und dass die Positionen mit Privileg Knotenpunkte werden, durch die die anderen Positionen erlebt werden. Zum Beispiel, in einem Kontext, in dem das Geschlecht die primäre privilegierte Position ist (z. B. Patriarchat), wird das Geschlecht zum Knotenpunkt, durch den Sexualität, Rasse und Klasse erfahren werden.
In einem Kontext, in dem die Klasse die primäre privilegierte Position bedeutet (Klassismus), werden Geschlecht und Race durch die Klassendynamik erlebt.
Schüssler Fiorenza schreibt über die Wechselwirkung zwischen Kyriarchat und Kritische Theorie als solche:

“In light of this analysis, it becomes clear that the universalist kyriocentric rhetoric of Euro-American elite men does not simply reinforce the dominance of the male sex, but it legitimates the imperial "White Father" or, in black idiom, the enslaving "Boss-Man" as the universal subject. By implication, any critical theory — be it critical race, feminist, liberationist, or Marxist theory — that articulates gender, class, or race difference as a primary and originary difference masks the complex interstructuring of kyriarchal dominations inscribed in the subject positions of individual wo/men and in the status positions of dominance and subordination between wo/men. It also masks the participation of white elite wo/men, or better "ladies," and of Christian religion in kyriarchal oppression, insofar as both have served as civilizing colonialist conduits of kyriarchal knowledges, values, and culture.”

„Im Licht dieser Analyse wird deutlich, dass die universalistische kyriocentrierte Rhetorik der Euro-amerikanischen Elite-Männer nicht einfach die Dominanz des männlichen Geschlechts verstärken, aber sie legitimiert den imperialen "Weißen Vater" oder (im schwarzen Idiom) den versklavenden "Boss-Man" als universelles Thema. Im Umkehrschluss maskiert jede kritische Theorie, sei es kritische Race-, feministische, befreiungstheologische oder marxistische Theorie, welche Geschlechts-, Klassen- oder Raceunterschied als primäre und ursprüngliche Differenz artikuliert, das komplexe Zusammenspiel der Strukturierung von kyriarchaler Fremdherrschaft bezogen auf das Thema Positionen bei einzelnen wo/men und bei den Statuspositionen von Dominanz und Unterordnung zwischen wo/men.
Auch wird die Beteiligung der weißen Elite wo/men, oder besser "Damen" und der christlichen Religion an der kyriarchalen Unterdrückung verschleiert, soweit beide als zivilisatorische kolonialistische Kanäle von kyriarchalen Erkenntnissen, Werten und Kultur gedient haben.“

Tēraudkalns (2003) legt nahe, dass diese Strukturen der Unterdrückung selbsttragend sind durch verinnerlichte Unterdrückung; jene mit relativer Macht neigen dazu, an der Macht zu bleiben, während jene ohne Macht dazu tendieren, entrechtet zu bleiben.

## Etymologie
Der Begriff wurde von Elisabeth Schüssler Fiorenza als eine Erweiterung des Patriarchats geprägt, abgeleitet aus den griechischen Wörtern κύριος kyrios („Herr, Gebieter“) und ἄρχειν archein („der Erste sein, anführen“). Der Begriff wurde geprägt in: But She Said: Feminist Practices of Biblical Interpretation (deutsch: „Aber sie sagte: Feministische Praxis biblischer Interpretation“), 1992.